# Morti nel 65
| Questa pagina contiene informazioni ricavate automaticamente dalle voci biografiche con l'ausilio del template Bio e di un bot. L'aggiornamento è periodico e automatico e ricostruisce completamente la pagina. Se manca una persona in questa lista, sei pregato di non aggiungerla, ma accertati piuttosto che la sua voce biografica contenga il template Bio e che i dati anagrafici siano correttamente compilati. Se il template Bio manca, inseriscilo tu stesso o, in alternativa, metti l'avviso {{tmp\|Bio}} che ne segnala la mancanza. Se i dati riportati sono sbagliati, correggi direttamente la voce biografica; le modifiche saranno visibili in questa lista entro pochi giorni. Per chiarimenti vedi il progetto biografie. La lista contiene solo le 12 persone che sono citate nell'enciclopedia e per le quali è stato implementato correttamente il template Bio. Pagina aggiornata al 2 mag 2025. |

- 1º aprile - Lucio Fenio Rufo, prefetto romano
- 30 aprile - Marco Anneo Lucano, poeta latino (n. 39)
- Giulio Alpino Classiciano
- Aufidio Basso, storico romano
- Lucio Antistio Vetere, magistrato e senatore romano
- Quinto Remmio Palemone, grammatico romano
- Gaio Calpurnio Pisone, politico romano
- Poppea, imperatrice romana
- Lucio Anneo Seneca, filosofo, drammaturgo e politico romano (n. 4 a.C.)
- Simone il Cananeo (n. 5)
- Subrio Flavio, militare romano
- Sulpicio Aspro, militare romano